# Turkmenistan na Letnich Igrzyskach Olimpijskich 2004
Turkmenistan na Letnich Igrzyskach Olimpijskich 2004 reprezentowało 9 zawodników, 6 mężczyzn i 3 kobiety. Był to trzeci występ Turkmenistanu na letnich igrzyskach olimpijskich jako niepodległego państwa.
Najmłodszym reprezentantem kraju na igrzyskach była Ýelena Roýkowa (pływaczka), która w dniu otwarcia imprezy (13 sierpnia) miała 15 lat i 81 dni, a najstarszym był Şohrat Kurbanow (bokser), który miał 33 lata i 141 dni.

## Skład i wyniki reprezentantów

### Boks
Mężczyźni
| Zawodnik         | Konkurencja     | 1/32                        | 1/16                     | Ćwierćfinał           | Półfinał              | Finał                 | Źródło |
| Zawodnik         | Konkurencja     | Przeciwnik Wynik            | Przeciwnik Wynik         | Przeciwnik Wynik      | Przeciwnik Wynik      | Przeciwnik Wynik      | Źródło |
| ---------------- | --------------- | --------------------------- | ------------------------ | --------------------- | --------------------- | --------------------- | ------ |
| Aliasker Başirow | waga półśrednia | Rolandas Jasevičius W 54-21 | Baktijar Artajew P 23-33 | → Nie awansował dalej | → Nie awansował dalej | → Nie awansował dalej | [ 2 ]  |
| Şohrat Kurbanow  | waga półciężka  | Ahmed Ismail P 22-44        | → Nie awansował dalej    | → Nie awansował dalej | → Nie awansował dalej | → Nie awansował dalej | [ 3 ]  |

### Judo
Kobiety
| Zawodniczka      | Konkurencja | 1/32                     | 1/16                            | Ćwierćfinały                    | Półfinały                       | Pierwsza runda repasaży | Ćwierćfinał repasaży   | Półfinał repasaży      | Finał                  | Źródło |
| Zawodniczka      | Konkurencja | Wynik                    | Wynik                           | Wynik                           | Wynik                           | Wynik                   | Wynik                  | Wynik                  | Wynik                  | Źródło |
| ---------------- | ----------- | ------------------------ | ------------------------------- | ------------------------------- | ------------------------------- | ----------------------- | ---------------------- | ---------------------- | ---------------------- | ------ |
| Nasiba Surkiýewa | -70 kg      | Kate Howey L 0001 / 1000 | Odpadła z tej rundy rywalizacji | Odpadła z tej rundy rywalizacji | Odpadła z tej rundy rywalizacji | → Nie awansowała dalej  | → Nie awansowała dalej | → Nie awansowała dalej | → Nie awansowała dalej | [ 4 ]  |

### Lekkoatletyka
Mężczyźni
| Zawodnik       | Konkurencja   | Kwalifikacje | Kwalifikacje | Ćwierćfinał           | Ćwierćfinał           | Półfinał              | Półfinał              | Finał                 | Finał                 | Źródło |
| Zawodnik       | Konkurencja   | Wynik        | Poz.         | Wynik                 | Poz.                  | Wynik                 | Poz.                  | Wynik                 | Poz.                  | Źródło |
| -------------- | ------------- | ------------ | ------------ | --------------------- | --------------------- | --------------------- | --------------------- | --------------------- | --------------------- | ------ |
| Nazar Begliýew | Bieg na 800 m | 1:49,64      | 7            | → Nie awansował dalej | → Nie awansował dalej | → Nie awansował dalej | → Nie awansował dalej | → Nie awansował dalej | → Nie awansował dalej | [ 5 ]  |

Kobiety
| Zawodniczka      | Konkurencja | Kwalifikacje | Kwalifikacje | Kwalifikacje | Kwalifikacje | Finał                  | Finał                  | Finał                  | Finał                  | Źródło |
| Zawodniczka      | Konkurencja | Próba 1      | Próba 2      | Próba 3      | Poz.         | Próba 1                | Próba 2                | Próba 3                | Poz.                   | Źródło |
| ---------------- | ----------- | ------------ | ------------ | ------------ | ------------ | ---------------------- | ---------------------- | ---------------------- | ---------------------- | ------ |
| Svetlana Pessova | Skok w dal  | AC           | 5,64 m       | 5,68 m       | 36.          | → Nie awansowała dalej | → Nie awansowała dalej | → Nie awansowała dalej | → Nie awansowała dalej | [ 6 ]  |

### Pływanie
Mężczyźni
| Zawodnik              | Konkurencja          | Kwalifikacje | Kwalifikacje | Półfinał              | Półfinał              | Finał                 | Finał                 | Źródło |
| Zawodnik              | Konkurencja          | Wynik        | Poz.         | Wynik                 | Poz.                  | Wynik                 | Poz.                  | Źródło |
| --------------------- | -------------------- | ------------ | ------------ | --------------------- | --------------------- | --------------------- | --------------------- | ------ |
| Hojamamed Hojamamedow | 50 m stylem dowolnym | 27,68        | 2            | → Nie awansował dalej | → Nie awansował dalej | → Nie awansował dalej | → Nie awansował dalej | [ 7 ]  |

Kobiety
| Zawodniczka    | Konkurencje              | Kwalifikacje | Kwalifikacje | Półfinał               | Półfinał               | Finał                  | Finał                  | Źródło |
| Zawodniczka    | Konkurencje              | Wynik        | Poz.         | Wynik                  | Poz.                   | Wynik                  | Poz.                   | Źródło |
| -------------- | ------------------------ | ------------ | ------------ | ---------------------- | ---------------------- | ---------------------- | ---------------------- | ------ |
| Ýelena Roýkowa | 100 m stylem grzbietowym | 1:15,48      | 3            | → Nie awansowała dalej | → Nie awansowała dalej | → Nie awansowała dalej | → Nie awansowała dalej | [ 8 ]  |

### Podnoszenie ciężarów
Mężczyźni
| Zawodnik           | Konkurencja | Rwanie | Rwanie  | Podrzut | Podrzut | Łącznie | Miejsce | Źródło |
| Zawodnik           | Konkurencja | Wynik  | Miejsce | Wynik   | Miejsce | Łącznie | Miejsce | Źródło |
| ------------------ | ----------- | ------ | ------- | ------- | ------- | ------- | ------- | ------ |
| Ümürbek Bazarbaýew | -69 kg      | 135    | 8       | 157,5   | 9       | 287,5   | 7       | [ 9 ]  |

### Strzelectwo
Mężczyźni
| Igor Pirekeýew | Karabin małokalibrowy leżąc 50 m        | 594  | 9  | → Nie awansował dalej | → Nie awansował dalej | → Nie awansował dalej | → Nie awansował dalej | → Nie awansował dalej | [ 10 ] |
| Igor Pirekeýew | Karabin małokalibrowy trzy postawy 50 m | 1156 | 22 | → Nie awansował dalej | → Nie awansował dalej | → Nie awansował dalej | → Nie awansował dalej | → Nie awansował dalej | [ 11 ] |